# جقماغه
جقماغه وهي قرية تتبع مدينة الدبس وتقع في محافظة كركوك شمال العراق.